# الهجوم الصاروخي على مطار الشعيرات 2017
الهجوم الصاروخي على مطار الشعيرات هو هجوم صاروخي نفذته مدمرتان للبحرية الأميركية في شرق البحر المتوسط فجر يوم 7 أبريل 2017 استهدف مطار الشعيرات العسكري التابع لنظام الرئيس السوري بشار الأسد باستخدام 59 صاروخ كروز من طراز توماهوك. وجاء هذا الهجوم ردًا على الهجوم الكيميائي على خان شيخون الواقع في 4 أبريل 2017. المتهمة الحكومة السورية بتنفيذه والذي أدى إلى مقتل 100 شخص وإصابة 450 آخرين.
الضربة هي أول هجوم انفرادي لجيش الولايات المتحدة تعمد استهداف قوات الحكومة السورية البعثية خلال الحرب. وبرر الرئيس ترامب الضربة بقوله «إن المصلحة الأمنية الوطنية الحيوية للولايات المتحدة هي منع وردع انتشار الأسلحة الكيميائية الفتاكة واستخدامها». نفت الحكومة السورية فور وقوع الهجوم الكيميائي المسئولية واتهمت المعارضة وجهات أخرى بالوقوف وراء الهجوم، بينما أصدرت لجنة التحقيق التابعة للأمم المتحدة في أكتوبر من نفس العام تقريراً تدين فيه الحكومة السورية وتعتبرها المسؤولة عن الهجوم.

## تفاصيل
قصفت مدمرات تابعة للبحرية الأميركية في شرق البحر المتوسط في الساعات الأولى من يوم 7 أبريل 2017 مطار الشعيرات العسكري في محافظة حمص بـ59 صاروخًا موجهًا من طراز توماهوك. جاء القصف الأمريكي بأمر من الرئيس الأمريكي دونالد ترامب وعلى ما يُعتقد أنها القاعدة الجوية التي انطلق منها الهجوم الكيميائي. وبخلاف غارة دير الزور الجوية في سبتمبر 2016، يُعد هذا القصف هو أول مرة تستهدف فيها أمريكا القوات الحكومية متعمدة.
وقالت مصادر في المعارضة السورية، إن الضربة الصاروخية الأمريكية أسفرت عن تدمير 12 طائرة حربية، وتدمير المطار "بشكل كامل واوضحت المصادران 12 طائرة من نوع ميغ وسوخوي دُمّرت وهي في مرابضها في المطار، إضافة إلى تدمير مدرجين بشكل كامل، وخزان وقود، ومستودعات أسلحة، وأن انفجارات عنيفة هزّت المنطقة

## التداعيات
وفقًا للمصادر الموالية للحكومة السورية، استغلت الدولة الإسلامية الهجوم وغياب القوات الجوية السورية في شرق حمص بشن عدة هجمات على دفاعات الجيش السوري في تدمر. وهاجمت أيضًا نقاط التفتيش خارج قرية الفرقلس، ولكن تم صد هذه الهجمات.
وفقًا للمرصد السوري لحقوق الإنسان، ظلت قاعدة الشعيرات الجوية تعمل وأقلعت الطائرات الحربية السورية منها في اليوم التالي.
وارتفع سعر النفط لفترة قصيرة بأكثر من 2 في المئة بعد الضربة.

## ردود الفعل

### السورية
وصف المتحدث باسم الرئيس السوري بشار الأسد الضربات الصاروخية «بالعدوان الجائر والمتغطرس» و«العمل الشائن» وأن الهجوم «لا يغير السياسات العميقة» للحكومة السورية. وقال طلال البرازي، محافظ حمص، أن الضربات تثبت أن الولايات المتحدة تدعم الإرهاب داخل سوريا. وأضاف «أنهم لا يدهشون اليوم لرؤية الأطراف المساندة تتدخل مباشرة بعد فشل الإرهابيين في استهداف سوريا».
لاقت الضربة الجوية الأمريكية ترحيبًا من الائتلاف الوطني السوري الذي تمنى استمرارها لوقف «الضربات الجوية للحكومة السورية واستخدام الأسلحة المحظورة دولياً» وقال نجيب الغضبان، ممثل الائتلاف الوطني لقوى الثورة والمعارضة السورية، «إنها خطوات جيدة أولًا ولكننا نود أن تكون جزءًا من إستراتيجية أكبر من شأنها أن تضع حدًا للقتل الجماعي، ووضع حد للإفلات من العقاب، ونأمل في نهاية المطاف أن تؤدي إلى نوع من التحول السياسي [في سوريا].» كما رحب بها أيضًا الجيش السوري الحر وفصائل المعارضة السورية، واعتبرتها خطوة أولى بالاتجاه الصحيح نحو تحمل المنظومة الدولية مسؤولياتها الأخلاقية والقانونية لحماية المدنيين السوريين.
رحب المجلس الوطني الكردي بالضربات الصاروخية في سوريا. وقال مسؤول في حزب الوحدة الكردية، وهو جزء من المجلس الوطني الكردي «أن جميع السوريين، بمن فيهم الأكراد، سعداء ويرحبون بهذه الحملة الجوية التي شنتها الولايات المتحدة».

### الأمريكية

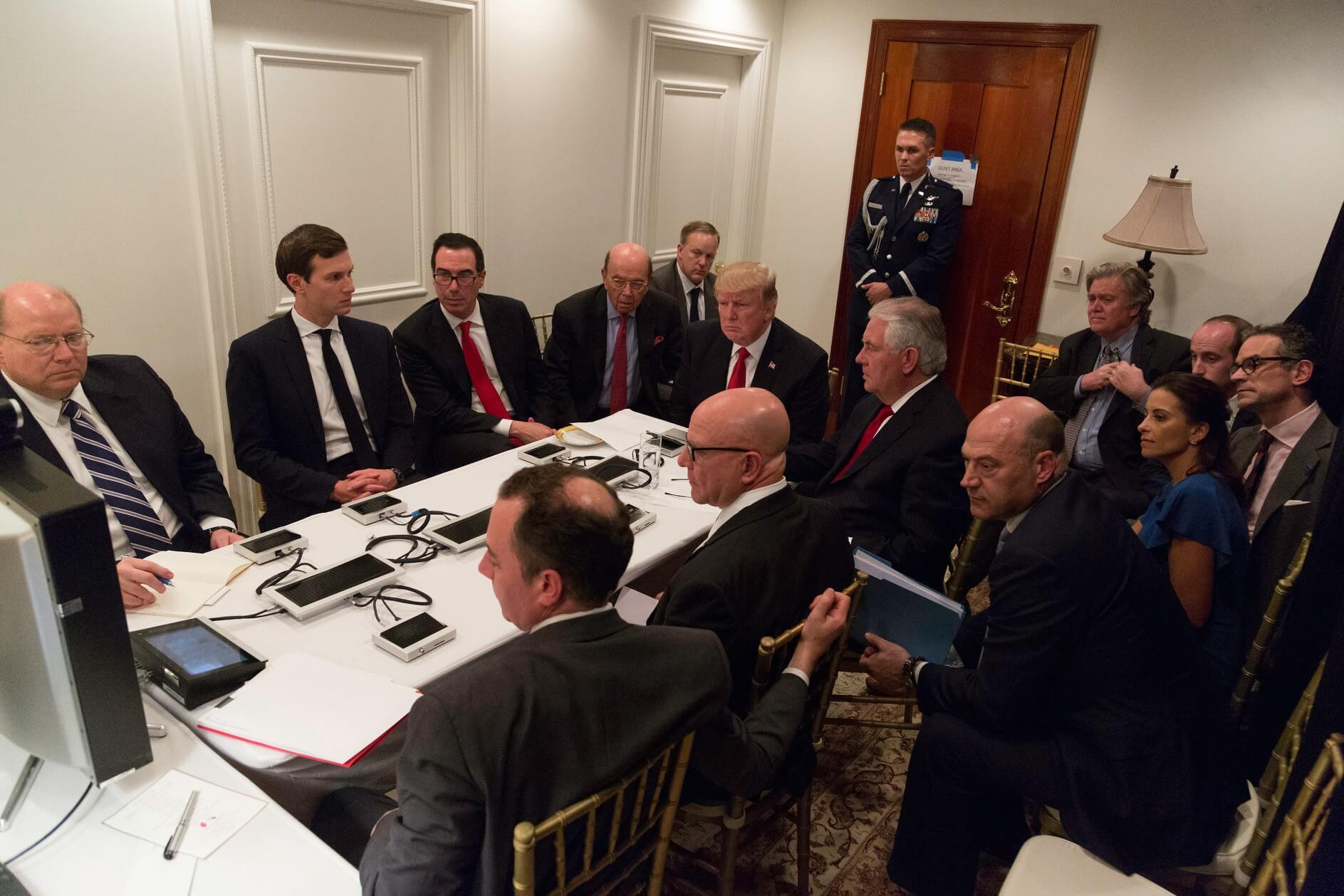
الرئيس الأمريكي دونالد ترامب يحضر احتماعًا يوم 6 أبريل 2017 مع فريق مجلس الأمن القومي الأمريكي تحضيرًا للهجوم الصاروخي.

تباينت أراء بين التأييد والمعارضة في مجلس النواب الأمريكي، حيث أعلن رئيس المجلس بول راين أن الهجوم جاء بالوقت المناسب. فيما ذكرت زعيمة الأقلية الديمقراطية نانسي بيلوسي أن الهجوم هو للرد على قيام النظام بالقصف الكيميائي. زعيم الأقلية الديمقراطية في مجلس الشيوخ تشاك شومر ذكر أن الأسد عليه أن يعرف أنه عند ارتكابه لفظائعه الدنيئة عليه أن يدفع الثمن. فيما ذكر عضوا مجلس الشيوخ جون ماكين وليندسي غراهام أنه بعكس الإدارة السابقة الرئيس ترامب أثبت أنه يستطيع اتخاذ القرارات المناسبة في سوريا. فيما ذكر عضو مجلس الشيوخ ماركو روبيو أنها خطوة مهمة وفعالة.

الهجوم أثار اعتراض نواب آخرين حيث ذكر عضو مجلس الشيوخ الجمهوري راند بول في تغريدة له على تويتر: 
فيما ذكر عضو مجلس النواب عن الحزب الديمقراطي تيد ليو: أن هذه الخطوة تمت من دون موافقة الكونغرس ومن دون موافقة الشعب الأمريكي. عضو الحزب الديمقراطي سيث مولتن ذكر: أنه من الغريب على الرئيس الأمريكي دونالد ترامب أن يهتم بأرواح السوريين لكي يطلق 50 صاروخ توماهوك لكن بنفس الوقت لا يسمح لضحايا نظام الأسد باللجوء إلى الولايات المتحدة. عضو مجلس الشيوخ الديمقراطي كريس كونز: ذكر أنه قلق كثيراً في حال تدخل الولايات المتحدة في النزاع السوري من دون خطة شاملة. بينما ذكرت النائبة الدمقراطية تولسي غابارد: أن هذه الخطوة ستقود إلى سقوط المزيد من أرواح المدنيين وإلى لاجئين أكثر وسيزيد من قوة تنظيم القاعدة والتنظيمات الإرهابية الأخرى في سوريا، ومن الممكن اندلاع حرب نووية بين الولايات المتحدة وروسيا.

### الروسية
وصف الناطق باسم الرئاسة الروسية ديمتري بيسكوف الهجوم الصاروخي الأمريكي بأنه انتهاك للقانون الدولي ومبني على حجة غير منطقية ومثلها مثل حجة الحرب على العراق في سنة 2003. وفي نفس الوقت طالبت روسيا باجتماع عاجل في مجلس الأمن الدولي. ووصف مندوب روسيا في الأمم المتحدة فلاديمير سافرونكوف القصف الأميركي بأنه محاولة لصرف الأنظار عن سقوط مئات القتلى من المدنيين بقصف التحالف الدولي بقيادة واشنطن منطقة سكنية غربي الموصل منتصف شهر مارس السابق.

### الدولية
رحبت حكومات كل من ألبانيا، أستراليا، وكندا، والدنمارك، وإستونيا، وفرنسا، وجورجيا، وألمانيا، وإسرائيل، واليابان، ونيوزيلندا، والنرويج، وبولندا، ورومانيا، والسعودية، والمملكة المتحدة، وتركيا، والأردن، والإمارات العربية المتحدة، والبحرين،، وقطر، والكويت، والمغرب،[بحاجة لمصدر] بالهجوم الأمريكي وذكرت أنها رد قوي على استخدام النظام السوري للأسلحة الكيميائية. فيما أملت هولندا أن يؤدي الهجوم لإيقاف الحرب بأسرع وقت ممكن. ووصف وزير الخارجية اللوكسمبورغي جان أسلبورن الضربات «بالعمل العسكري الرمزي الوحشي» ولكنه قال أن الضربة الموجهة ضد مطار عسكري سوري أمر مفهوم.
أدانت حكومة إيران الهجوم الأمريكي وذكرت بأنه سيعزز قوة الإرهابيين وسيجعل الحرب عليهم أصعب. كما انتقدت حكومات روسيا البيضاء والبرازيل وبوليفيا وفنزويلا الهجمات، حيث وصفت بوليفيا الإجراءات بأنها انتهاك للقانون الدولي. ربط السفير البوليفي ساتشا لورينتي الوضع الحالي لمجلس الأمن الدولي مع ذلك في عام 2003 حول العراق، عندما زعم كولن باول بشكل خاطئ أن العراق يخفي أسلحة دمار شامل، في حين أدانت روسيا البيضاء الهجوم بأنه «غير مقبول». ووصفت فنزويلا الهجوم بأنه انتهاك لسيادة سوريا. وأدان وزير الخارجية البرازيلي أوليسيو نونيس فيريرا «استخدام القوة من جانب واحد» من قبل الولايات المتحدة دون إذن من الأمم المتحدة. وقالت كوريا الشمالية أن الضربات كانت عملًا عدوانيًا لا يغتفر من جانب الولايات المتحدة.
ذكرت هوا تشونينغ، المتحدثة باسم وزارة الخارجية الصينية، أن بلادها تعارض استخدام القوة وذكرت أن الصين لن ترد على هذا الهجوم. وقدمت الحكومتين اليونانية والسويدية ردودًا محايدة على الهجوم بينما أعربت الحكومة الإندونيسية عن قلقها إزاء الضربات الجوية. ودعت وزارة الخارجية المصرية الولايات المتحدة وروسيا إلى احتواء النزاع«والتوصل إلى حل شامل ونهائي للأزمة» مثلما فعل وزير الخارجية المجري بيتر سييارتو الذي قال أن الحرب الأهلية «لا يمكن أن تحل دون اتفاق أمريكي-روسي» والرئيس الكولومبي والحائز على جائزة نوبل للسلام لعام 2016 خوان مانويل سانتوس الذي دعا إلى إيجاد حل سياسي للصراع في سوريا والحوار بين الولايات المتحدة وروسيا لتجنب تصعيد الوضع المعقد أصلًا. وقد حثت الحكومة السويسرية المجتمع الدولي على معالجة الأزمة السورية المتصاعدة بالوسائل الدبلوماسية بدلًا من المواجهة العسكرية.